# Würfelwiese

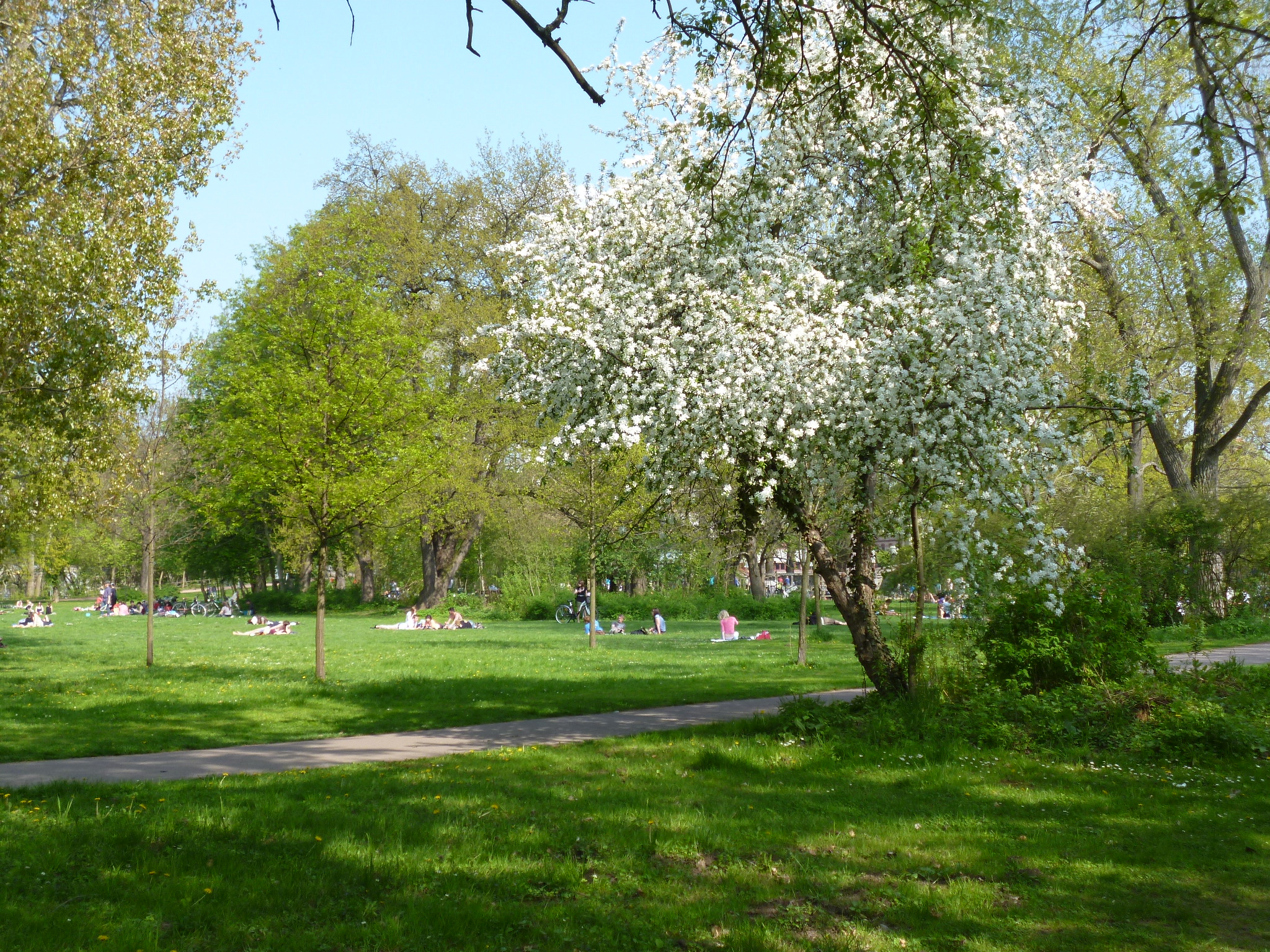
Würfelwiese im Frühjahr

Die Würfelwiese, früher auch Kleine Wiese, Kohlwiese oder Polizeipark, ist eine denkmalgeschützte Parkanlage in der Nördlichen Innenstadt von Halle (Saale). Sie bildet die Nordspitze der Klaustorvorstadt und wird östlich und nördlich vom Mühlgraben, westlich von der Saale umflossen. In unmittelbarer Nähe zur Moritzburg gelegen, eröffnet sie von der Innenstadt den Zugang zum Saaletal. Im Denkmalverzeichnis der Stadt Halle ist die Würfelwiese als Park und Baudenkmal unter der Erfassungsnummer 094 56564 verzeichnet.

## Geschichte

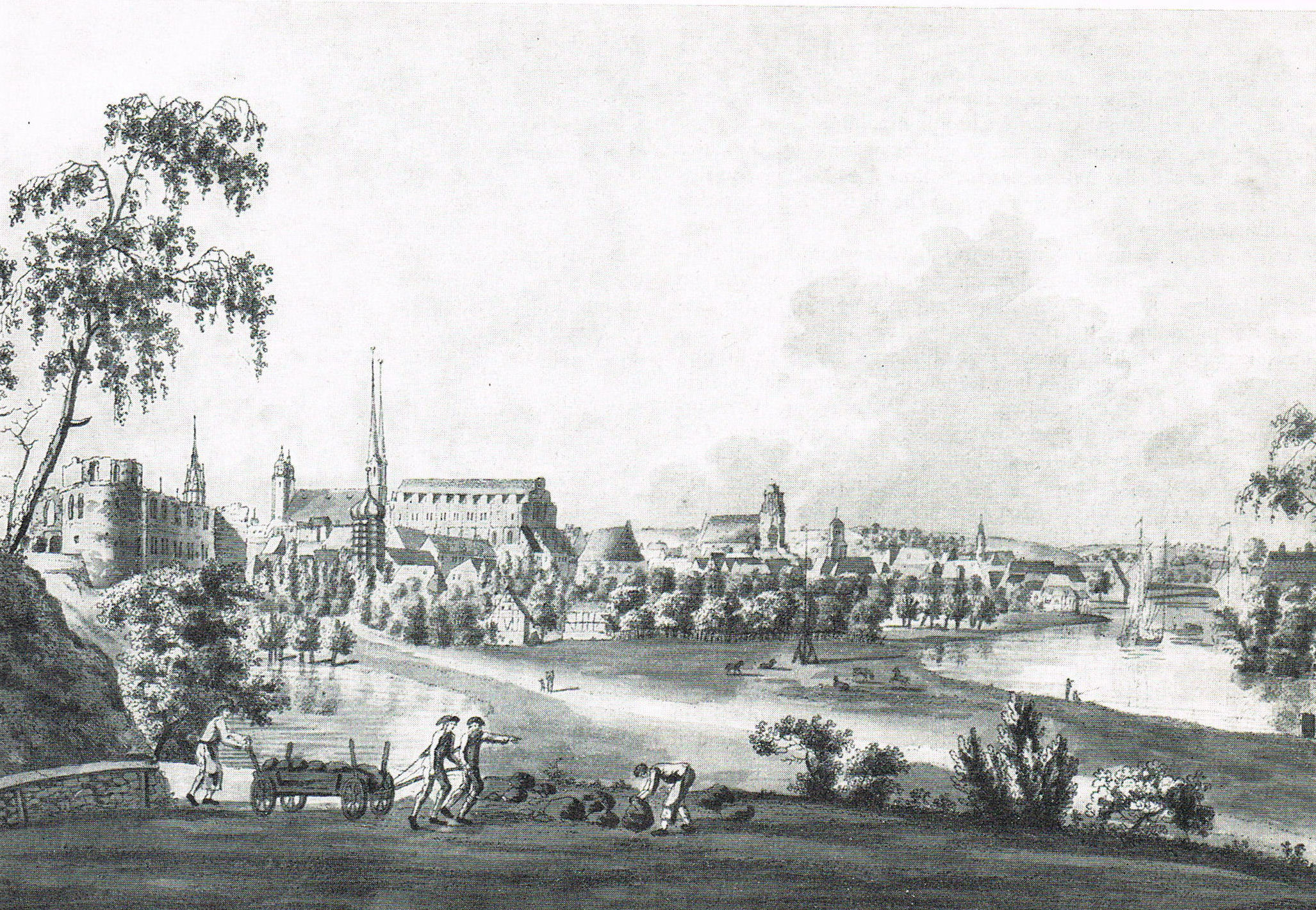
Historische Ansicht der Würfelwiese

Bis zur Reformationszeit gehörte das Auen-Gelände dem nahe gelegenen Kloster Neuwerk, dessen Mönche hier einen Kohl- und Küchengarten unterhielten, daher die frühere Bezeichnung „Kohlwiese“.
Nach Auflösung des Klosters im Jahr 1532 kam das Areal an das Neue Stift, das am Halleschen Dom entstanden war, und nach dessen Aufhebung kam es im Jahr 1541 an das Amt Giebichenstein und diente vor allem der Gewinnung von Salpeter.
Im Juni 1547 lagerten hier die Truppen Kaiser Karls V., der als Sieger gegen den Schmalkaldischen Bund vom Schlachtfeld bei Mühlberg nach Halle kam und für 12 Tage auf der Residenz am Dom Hof hielt. Dabei kam es am 12. Juni zu Kämpfen zwischen spanischen und deutschen Truppen, die durch einen Pferdediebstahl ausgelöst wurden und bei welchen 17 Deutsche und 70 Spanier sowie 17 Pferde getötet wurden.
Im frühen 17. Jahrhundert wurde durch die Administratoren des Erzstifts Magdeburg, die bis zur Zerstörung im Dreißigjährigen Krieg auf der Moritzburg residierten, die Kohlwiese in das Gelände der prächtig gestalteten Fürstengärten einbezogen. Im Jahr 1704 schenkte der preußische König Friedrich I. der Pfälzer Kolonie Halles den südöstlichen Teil der Würfelwiese zur Anlage eines Schießgrabens. In dem Areal entstanden daraufhin ein Gesellschaftshaus und ein Schießstand. Dort wurde Scheibenschießen und bis 1804 auch Vogelschießen von der Stange geübt. Das Gesellschaftshaus wurde mehrfach erweitert (1832, 1849), hat sich aber nicht erhalten.
Zwischen 1720 und 1740 diente das Gebiet auch als Exerzierplatz des in Halle stationierten preußischen Regiments unter Fürst Leopold von Anhalt-Dessau.
Vermutlich bereits seit dem Mittelalter – der genaue Zeitpunkt ist unbekannt – wurde hier ein altes hallesches Volksfest, der sogenannte Knoblauchsmittwoch, gefeiert. Am Pfingstmittwoch eines jeden Jahres baute man Stände auf, die Esswaren und Tand anboten oder zu Glücks-, Würfel- und Los-Spielen einluden, so dass bald von der „Würfelwiese“ gesprochen wurde. Der reichhaltige Knoblauchverzehr bei dem Fest sollte für das ganze Jahr eine gute Gesundheit bescheren.
1868 erwarb der städtische Magistrat das Gelände und der Hallische Verschönerungsverein begann, Wege und Pflanzungen anzulegen. Es entstand auch die breite Baumallee zur Dreierbrücke, von wo man gegen einen „Dreier“ beim Schleusenmeister den Zugang zur Ziegelwiese erlangen konnte. 1870 erließ die städtische Polizeiverwaltung ein Mandat, das die Abhaltung des Knoblauchmittwochs auf der Würfelwiese für immer verbot. Als offizieller Grund wurde die Schonung der neuen Anlagen angegeben.
Mit der Gründung der Knoblauchmittwochsgesellschaft im Jahre 2002 wurde der Brauch des Knoblauchmittwochs auf der Würfelwiese neu belebt.

## Denkmäler

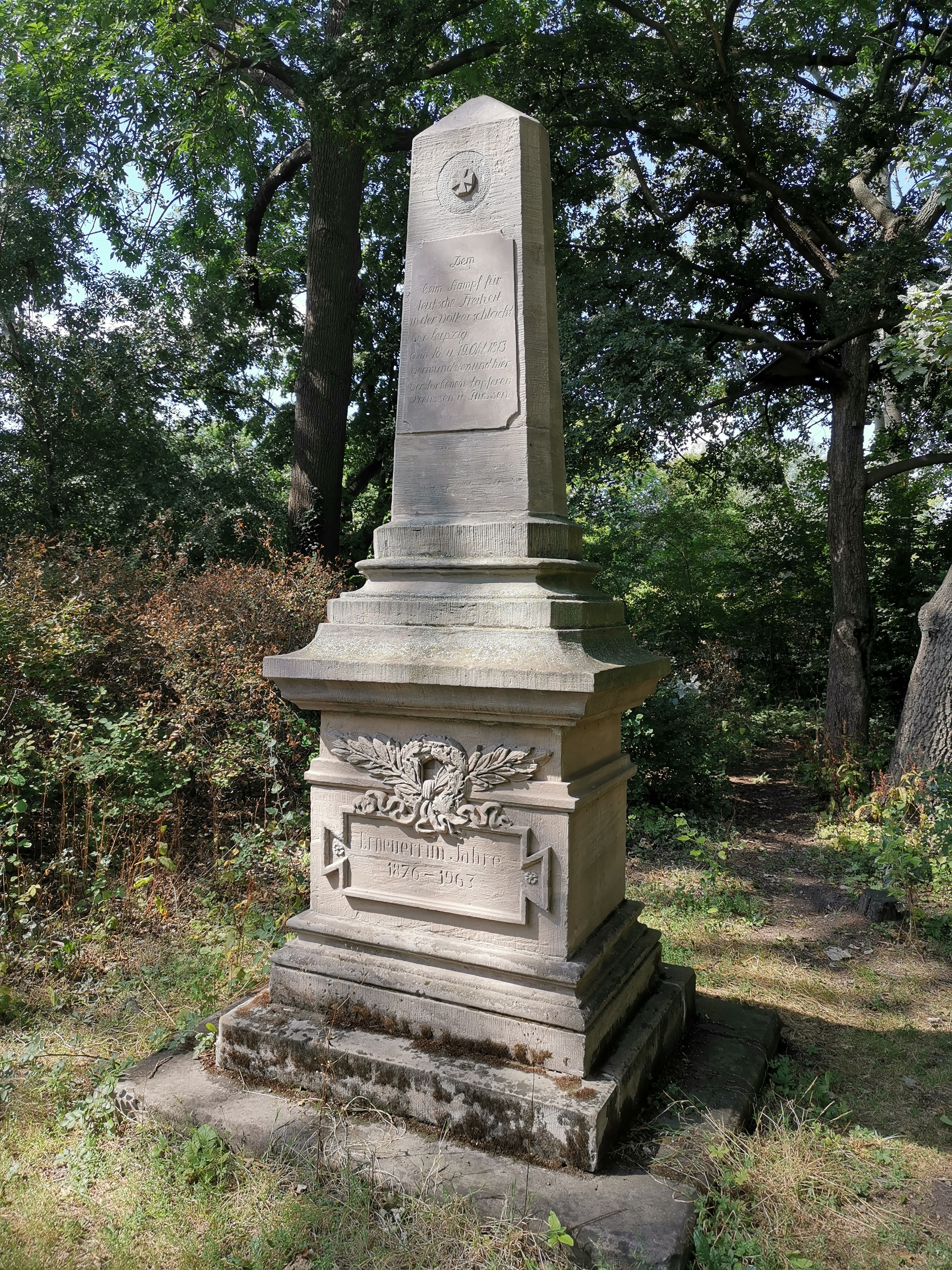
Obelisk zum Gedenken an die Gefallenen der Völkerschlacht

- In der Nähe des Saaleufers steht ein Obelisk mit der Inschrift: Den beim Kampf für teutsche Freiheit in der Völkerschlacht bei Leipzig am 18. Und 19. Okt. 1813 verwundeten und hier verstorbenen tapferen Preussen und Russen. Mit diesem 1814 gestifteten Denkmal erinnerte das „combinirte Maurergewerk zu Halle“ an das ehemalige Begräbnisfeld aus der Zeit nach der Völkerschlacht, das sich hier befunden hatte. Das Völkerschlachtdenkmal wurde seitdem mehrfach restauriert.
- Das Carl-Wilhelm-Le-Veaux-Denkmal ist das älteste Denkmal auf der Würfelwiese. Der Steinwürfel, der als Denkmal für den halleschen Bürger Carl Wilhelm le Veaux von der Schützen-Gesellschaft im Jahr 1808 errichtet wurde, trägt eine zusätzlich Inschrift mit den Worten: Er starb den 11. Juli 1817. Sanft ruhe seine Asche.
- An der Hauptpromenade wurde 1885 zur Erinnerung an den 1882 verstorbenen Vorsitzenden des Hallischen Verschönerungsvereins, Justizrat Hermann Fiebiger, ein über zwei Meter hoher Obelisk errichtet. Das Hermann-Fiebiger-Denkmal stand früher auf einem Hügel.
- Der naturwissenschaftliche Schriftsteller und Leiter der halleschen Turner-Feuerwehr, Otto Ule, ließ am 11. April 1871 an der Wiese am Mühlgraben zum Gedenken an das Ende des Deutsch-Französischen Krieges drei Friedenseichen pflanzen, in deren Mitte ein Jahr später ein Gedenkstein gesetzt wurde.

## Heutige Nutzung und Bedeutung

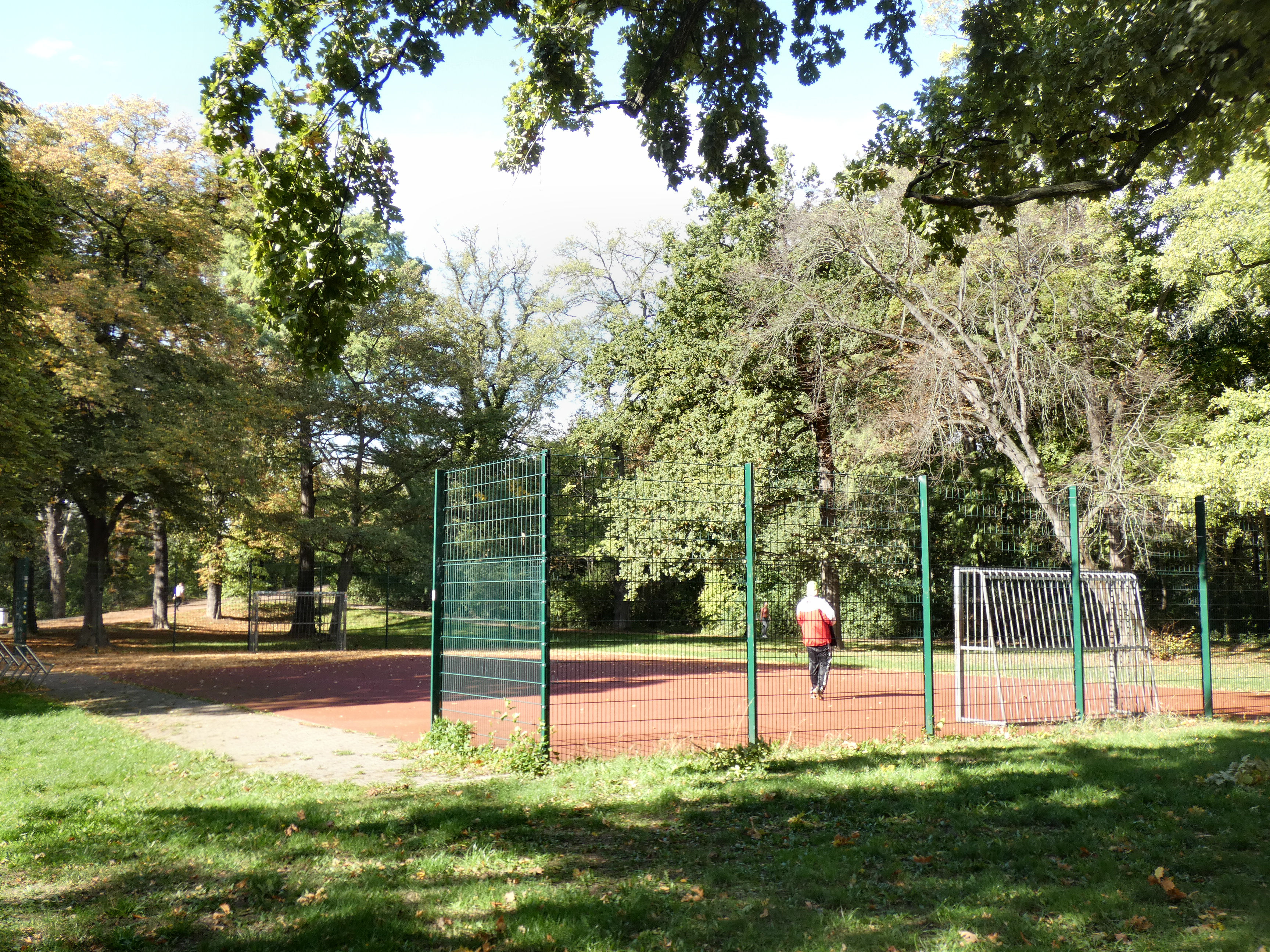
Bolzplatz

Die Würfelwiese mit ihrem bemerkenswerten Baum- und Gehölzbestand und großzügigen Wiesenflächen ist erreichbar über die Pfälzer Brücke, die Dreierbrücke und den Robert-Franz-Ring. Sie dient heute insbesondere als Erholungsraum für die Bevölkerung. Geplant ist eine weitere Brücke zum Salinepark auf die gegenüberliegende Salineinsel.
An der Saale wurden Sitz- und Liegeplätze aufgestellt, für Kinder existiert ein Spielplatz mit einem Schiff als Klettergerüst. Ebenfalls gibt es Sportmöglichkeiten durch einen Bolzplatz und einen separaten Streetballplatz, wie auch einen öffentlich ausgewiesenen Grillplatz.
Als Tradition hat sich das Würfelwiese-Singen etabliert, zu dem seit dem Jahr 2011 die Bürgerstiftung Halle von Mai bis September jeden Mittwoch einlädt.
Die Würfelwiese wurde zuletzt in den Jahren 2011 und 2013 vom Saale-Hochwasser überspült.